# Fujiwara no Fuhito
Fujiwara no Fuhito (藤原 不比等: 659 – 13 de setembro de 720) foi um poderoso membro da Corte Imperial do Japão durante os períodos Asuka e Nara. Segundo filho de Fujiwara no Kamatari (ou, segundo uma teoria, filho do Imperador Tenji), teve filhos com duas mulheres, e esses filhos foram os fundadores das quatro principais linhagens do clã Fujiwara: do sul, norte, do cerimonial e da capital. Além disso, teve quatro filhas, duas de outras duas mulheres, três de Kamohime e uma de Tachibana no Michiyo. Uma das filhas de Kamohime tornou-se esposa do Imperador Mommu que foram os pais do Imperador Shōmu. A filha de Michiyo tornou-se imperatriz do seu neto Shōmu, Imperatriz Komyo.

## Vida
Fuhito tinha 13 anos quando ocorreu a Guerra Jinshin . Seu pai Kamatari era um forte aliado do Imperador Tenji, mas Kamatari morreu e Fuhito era muito jovem para ser nomeado um membro da Corte. Em 688, ele apareceu pela primeira vez como membro da Corte no cargo de Juíz (判事, Hanji).
Em 697 o Príncipe Karu, filho do Príncipe Kusakabe e, portanto, neto do Imperador Temmu e da Imperatriz Jitō, foi nomeado príncipe herdeiro. Fuhito o apoiou e ganhou a lealdade da Imperatriz Jitō. Depois deste fato sua posição na corte aumentou de forma constante. Em 701 o Príncipe Obito, que mais tarde seria conhecido como Imperador Shōmu nasceu, filho do Imperador Mommu e da filha de Fuhito, Fujiwara no Miyako. Fuhito conseguiu convencer a Corte a nomear Obito príncipe herdeiro, e fez de sua outra filha a futura Imperatriz Komyo mulher de Obito. Até então, apenas a realeza poderia alcançar o posto de imperatriz, mas conseguiu que sua filha pudesse ter a posição de imperatriz de Obito por ordem do Imperador Shōmu. Foi a primeira imperatriz que não derivava da casa imperial.
Entre 708 até sua morte em 720 foi nomeado Udaijin. 
Fuhito se mudou para Yamashinadera, o templo budista que foi o principal templo do Clã Fujiwara, em Nara e rebatizou-o  Templo da Felicidade (興福寺, Kōfuku-ji). Após sua morte, O Santuário Kasuga (春日大社, Kasuga-taisha), o principal santuário xintoísta do Clã Fujiwara, foi transferido para perto do Kōfuku-ji em 768.
Fuhito desempenhou um papel fundamental no estabelecimento do Ritsuryō, no Japão. Sendo responsável pelo Taihō ritsuryō. Também começou a fazer a revisão do Yōrō ritsuryō, mas morreu antes de sua conclusão, no verão de 720.
Após sua morte, A Corte o honrou com dois títulos 文忠 公 (Bunchu Kō) e 淡 海 公 (Tankai Kō) e com o cargo de Daijō Daijin, o mais alto cargo do Daijō-kan.
Ele teve quatro filhos: Fujiwara no Muchimaro, Fujiwara no Fusasaki (681-737), Fujiwara no Umakai e Fujiwara no Maro. Seu filho Fusasaki se tornaria o ancestral da linha dos Sesshō (regente) do Clã Fujiwara.
Durante o reinado do Imperador Mommu, o governo ordenou que apenas os descendentes de Fuhito poderiam usar o nome Fujiwara no Daijō-kan.